# Tereza Kožárová
Tereza Kožárová (Děčín, 18 de octubre de 1991), es una futbolista checa. Juega de delantera o centrocampista en su actual equipo el Slavia Praga de la Primera División femenina de la República Checa.

## Palmarés
- Primera División de la República Checa (9): 2007/2008, 2009/2010, 2010/2011, 2011/2012, 2013/2014, 2014/2015, 2015/2016, 2016/2017, 2019/2020.
- Copa de la República Checa (3): 2011/2012, 2012/2013, 2015/2016.